# Breakout (Miley Cyrus)
Breakout è il secondo album in studio della cantautrice statunitense Miley Cyrus, pubblicato il 22 luglio 2008 dall'etichetta discografica Hollywood Records.

## Descrizione
Breakout è il primo album della cantante senza alcuna affiliazione con lo show Hannah Montana, dichiarando infatti che l'album rappresenta un momento di crescita e un modo per "conoscere veramente Miley".
La title track, Breakout, era una canzone inizialmente destinata a Katy Perry, ma la cantante, reduce dal successo di I Kissed a Girl, ha deciso di cederla a Miley, con Katy che comunque esegue i cori secondari, così come in The Driveaway. Le canzoni Full Circle e 7 Things, il primo singolo dall'album, hanno entrambe come tema rispettivamente la relazione e la rottura con l'allora fidanzato della cantante Nick Jonas.
Girls Just Wanna Have Fun è una cover dell'omonima canzone di Cindy Lauper, mentre Fly on the Wall, il secondo singolo estratto, è rivolta ai media e ai paparazzi. Wake Up America ha invece come tema l'ambientalismo, dicendo all'America di "svegliarsi" invitando le persone a salvaguardare l'ambiente.

## Promozione
7 Things è stato pubblicato come primo singolo dall'album il 17 giugno 2008. La canzone è stata cantata per la prima volta a Radio Disney il 12 maggio durante l'Elvis Duran and the Morning Zoo Radio Show ed è stata successivamente cantata assieme al resto dell'album alla cerimonia finale dei Disney Channel Games 2008, dove Miley era ospite. Il singolo ha raggiunto la nona posizione della Billboard Hot 100 e la top ten anche in Australia e Norvegia, diventando così il singolo di maggior successo per Miley al tempo.
Fly on the Wall è stato pubblicato come secondo e ultimo singolo dell'album il 4 novembre 2008. La canzone è stata cantata il 10 aprile 2009 agli MTV Music Awards e ha raggiunto la posizione 84 della Billboard Hot 100.

## Accoglienza
| Recensione           | Giudizio |
| -------------------- | -------- |
| AllMusic             |          |
| Entertainment Weekly | B        |
| Los Angeles Times    |          |
| PopMatters           | 5/10     |
| Rolling Stone        |          |
| Slant Magazine       |          |

Breakout ha ottenuto recensioni positive da parte dei critici musicali. Su Metacritic, sito che assegna un punteggio normalizzato su 100 in base a critiche selezionate, l'album ha ottenuto un punteggio medio di 66 basato su quattordici recensioni.

## Tracce
1. Breakout – 3:26 (Gina Schock, Ted Bruner, Trey Vittetoe)
2. 7 Things – 3:33 (Miley Cyrus, Antonina Armato, Tim James)
3. The Driveway – 3:43 (Miley Cyrus, Scott Cutler, Anne Preven)
4. Girls Just Wanna Have Fun – 3:06 (Robert Hazard)
5. Full Circle – 3:14 (Miley Cyrus, Scott Cutler, Anne Preven)
6. Fly on the Wall – 2:31 (Miley Cyrus, Antonina Armato, Tim James, Devrim Karaoglu)
7. Bottom of the Ocean – 3:15 (Miley Cyrus, Antonina Armato, Tim James)
8. Wake Up America – 2:46 (Miley Cyrus, Antonina Armato, Tim James)
9. Four Walls – 3:28 (Cheyenne Kimball, Anne Preven, Scott Cutler)
10. Simple Song – 3:32 (Jeffrey Steele, Jesse Littleton)
11. Goodbye – 3:50 (Miley Cyrus, Antonina Armato, Tim James)
12. See You Again (Rock Mafia Remix) – 3:16 (Miley Cyrus, Antonina Armato, Tim James)

Tracce aggiunte nell'edizione Platinum
1. Someday – 3:44 (Jeffrey Steele, Antonina Armato, Tim James)
2. Hovering (feat. Trace Cyrus) – 4:00 (Miley Cyrus, Jesse Littleton)

## Successo commerciale
Negli Stati Uniti Breakout ha debuttato alla prima posizione, con 371 000 copie vendute nella prima settimana, diventando il terzo album della cantante a raggiungere la prima posizione nella Billboard Hot 200 (compresi i precedenti lavori pubblicati con il nome di Hannah Montana) ed è rimasto in classifica 48 settimane. L'album ha avuto successo anche in Canada, dove ha debuttato alla prima posizione, mantenendola per due settimane consecutive.
L'album ha debuttato alla seconda posizione della classifica australiana, per poi raggiungere la settimana seguente la prima posizione. In Nuova Zelanda l'album ha debuttato alla quarta posizione, per poi raggiungere la seconda posizione.
Breakout ha avuto successo anche in Europa: nel Regno Unito l'album ha debuttato alla decima posizione, diventando la prima top 10 della cantante.. L'album ha raggiunto inoltre la sesta posizione in Italia, la settima in Spagna e la top 20 in Austria, Germania, Irlanda e Norvegia.

## Classifiche

### Classifiche settimanali
| Classifiche (2008) | Posizione massima |
| ------------------ | ----------------- |
| Australia          | 1                 |
| Austria            | 12                |
| Belgio (Fiandre)   | 38                |
| Belgio (Vallonia)  | 42                |
| Canada             | 1                 |
| Danimarca          | 27                |
| Finlandia          | 28                |
| Francia            | 30                |
| Germania           | 16                |
| Irlanda            | 11                |
| Italia             | 6                 |
| Messico            | 23                |
| Norvegia           | 15                |
| Nuova Zelanda      | 2                 |
| Regno Unito        | 10                |
| Spagna             | 7                 |
| Stati Uniti        | 1                 |
| Svizzera           | 25                |

### Classifiche di fine anno
| Classifica (2008) | Posizione |
| ----------------- | --------- |
| Australia         | 19        |
| Austria           | 74        |
| Canada            | 17        |
| Nuova Zelanda     | 14        |
| Regno Unito       | 91        |
| Stati Uniti       | 32        |
| Classifica (2009) | Posizione |
| Germania          | 78        |
| Regno Unito       | 138       |
| Spagna            | 50        |
| Stati Uniti       | 76        |